# Donja Stražava
Donja Stražava (en serbe cyrillique : Доња Стражава) est un village de Serbie situé dans la municipalité de Prokuplje, district de Toplica. Au recensement de 2011, il comptait 498 habitants.

## Démographie

### Évolution historique de la population
| 1948 | 1953 | 1961 | 1971 | 1981 | 1991 | 2002 | 2011 |
| ---- | ---- | ---- | ---- | ---- | ---- | ---- | ---- |
| 279  | 306  | 322  | 315  | 353  | 549  | 722  | 498  |

|  |